# خانه شهر
خانه شهر بنایی در شهر کرمان و متعلق به دورهٔ پهلوی است که در دههٔ ۱۳۴۰ برای برگزاری اجتماعات ساخته شد. پس از انقلاب ۱۳۵۷ تا چندین سال این مکان محل استقرار دادگاه انقلاب بود و پس از انتقال دادگاه انقلاب، با تغییر کاربری تبدیل به محل برگزاری جشنواره های هنری و پس از آن جلسات شورای شهر شد. این اثر که در معرض تخریب از سوی استانداری کرمان قرار داشت، در تاریخ ۱۴ تیر ۱۳۹۶ با شمارهٔ ثبت ۳۱۷۷۰ به‌عنوان یکی از آثار ملی ایران به ثبت رسید و از تخریب آن جلوگیری شد .

## پیشینه
در سال ۱۳۴۸، مسئولان شهر کرمان به‌منظور ایجاد محلی برای برگزاری اجتماعات و مراسم‌ها تصمیم به ساخت خانه شهر کرمان گرفتند. معماری این بنا به «علی‌اصغرخان اصفهانی» سپرده شد که وی در طراحی از تلفیق معماری سنتی و مدرن استفاده کرد. هزینه‌های اولیهٔ آن از طریق عوارض شهری و کمک استانداری تأمین گردید، ولی به‌دلیل کم بودن سرمایه اولیه، با تصویب انجمن شهرِ وقت، ماهانه ۱۵ ریال از هزینه آب مشترکان به ساخت این بنا تعلق گرفت.
احداث خانه شهر در ۲۰ آذر ۱۳۴۸ توسط استاندار وقت کلنگ‌زنی شد و در ۶ مهر ۱۳۵۰ طی مراسمی افتتاح گردید. در این بنای تاریخی که در دو طبقه ساخته شد، از مصالحی مانند سنگ، کاشی‌های رنگی و شیشه‌های الوان استفاده شده‌است.

## کاربری
خانه شهر پس از انقلاب ۱۳۵۷، محل استقرار دادگاه انقلاب شد که این امر تا سال ۱۳۷۲ ادامه داشت. پس از انتقال دادگاه به ساختمان جدید، محل برگزاری مراسم‌های مختلف، مانند جشنوارهٔ فیلم کودکان و نوجوانان، جشنوارهٔ موسیقی نواحی و دیگر مراسم‌های فرهنگی هنری شد. بعد از آن، ساختمان‌های اداری خانه شهر، به محل برگزاری جلسه‌های شورای شهر کرمان تبدیل شد، ولی در اواخر دههٔ ۱۳۹۰، شورای شهر به مکانی دیگر منتقل شد.

## تلاش برای تخریب
ساختمان جدید استانداری کرمان کنار این بنا ساخته شد. در زمان ساخت، تخریب خانه شهر به‌منظور احداث در ورودی ساختمان استانداری مطرح شد که با واکنش رسانه‌ها و فعالان میراث فرهنگی و سپس ثبت ملی آن در سال ۱۳۹۶ توسط میراث فرهنگی ناکام ماند.